# 内森·里奇
内森·里奇（英語：Nathan Rich，1982年2月13日—），网名火锅大王，美国内容创作者、作家以及山达基批评者，后来成为中国网红、视频博主。
其发布之短片自称以“西方人的角度”討論中国時事热点，持親中华人民共和国、亲中国共产党立场，指责《纽约时报》、英国广播公司、美国有线新闻网等众多中国境外媒体或异见人士散播关于中国的谣言，并批评美国政府及政要、维基百科等。2021年5月28日，里奇发布影片宣布成立团队“Team Hotpot”并透露正在上海招募成员。
里奇出生于洛杉矶，犹太人，现居于中国，自称曾从事视觉效果相关行业但遭到质疑。里奇青年时期曾在美国多次犯罪被捕，对此他自称是受到了山达基教会的虐待，后来把自己做更生人的经历撰写成书籍，并于2018年9月17日出版。2019年3月16日，有up主在哔哩哔哩发布视频揭露Nathan Rich火锅大王在美国是名罪犯 ，有多宗毒品记录，再度引发评论区关注与争议。

## 早期生平
在里奇是他母親Julie Miriam Rich的獨生子，她是一個寵物溝通師，于2010年死於癌症。8歲時，被信仰新興宗教山達基的家庭送到山達基相關的私立學校（Mace-Kingsley Ranch School）學習，14歲時再次送入，共學習了四年。据他所稱，學校氛圍充斥著虐待，教職人員曾用金屬柵欄刷抓撓過他，也用船槳攻擊過他。
17歲時他離家出走，家人宣佈與他「隔離」（山達基用語：主動切斷所有聯係）。自此之後，他有七年的時間無家可歸並濫用毒品，之後參加了社區大學。2017年10月份，里奇在美國紀錄片劇集《莉亞·萊米妮：山達基教與劫後餘生》中出現並講述自己和山達基的經歷。
山達基教會對他的故事有著不同的説法：1999年，里奇因在一家超市偷竊而被捕。當時警察對他進行搜查，發現他身上有一氧化二氮的氣味，並在他身上發现他帶着毒品和指虎。警官告訴他的母亲，他將被送往青年收容所。然後，内森離家出走，並没有告知他的家人；此後他只與母亲做简短交流。直到2007年，他開始在互聯網上發布他的故事。在此期間，内森因在新墨西哥州至少五起輕罪或重罪被捕，包括财產犯罪，非法侵入，公共飲酒以及藏有海洛因和吸毒用具。他因毒品罪被判有罪並被緩刑2年。2010年8月他母親去世，在此之前内森的母親朱莉（Julie Rich）試圖幫助他，但有時她因為他的不稳定行為和吸毒而害怕他。據内森的阿姨說，有一次，内森因使用毒品而失控，他的母親告訴她的律師和警察，她擔心自己的生命。最后内森的家人决定把他送到牧場「青少年犯罪再教育中心」進行再教育。

## 相关事件

### 讽刺杜嘉班纳
2018年11月，服装品牌杜嘉班纳透过社群媒体发布一组宣传广告《起筷吃饭》，讲述中国模特主角学习使用筷子食用意大利饮食，引发大量中国网民不满，成为杜嘉班纳陷入辱华风波的原因之一。随后里奇在中國社交媒體發布短片，模仿该组广告镜头，在片中手持刀叉学习食用包子、银耳红枣汤、牛肉拉面三种中式饮食。該短片在一天内在中國社交媒體上獲得了超過2000萬次點覽，最终累积超過1億次觀看。

### 多番批评中国境外媒体
2019年1月，里奇的團隊發布了關於“为什么外媒总爱黑中国”的短片。共青团中央和人民日报均有转載。
由2018年至今，里奇多次指《紐約時報》、英国广播公司、华尔街日报等中国境外媒体就新疆人权状况、中國醫療現狀和反對逃犯條例修訂草案運動等等议题发布不实报道，其间陆续发布至少4部影片批评英国广播公司。此外，内森多次指控YouTube由于其政治立场亲中而对其持“双重标准”。他曾在YouTube節目中稱其频道订阅者大量遭移除，破坏言論自由。同时指控非中国社交媒体和新闻媒体的散播谣言、「选择性失明」等行为，获中国内地网友支持。值得一提的是，内森·里奇来中国6年其实并不会中文，每次做视频都需要团队做字幕才能让大家看懂。
2019年10月26日，内森参加北京大学2019中外国际媒体论坛并发言，指出“希望东方更加放眼外界，越来越多地在国际舞台上发出自己的声音，而西方媒体则应该增进对东方的了解，做出负责任的报道”。

### 《流浪地球》大乌龙
2019年2月，里奇发布一部短片评論《流浪地球》的视觉效果，因而引发網絡讨论，並且自稱是Base FX的CTO，導致包括多名自媒体帐号在内的多人誤會，并于微博等社交网站指其参与《流浪地球》电脑特效制作、向其表示赞许。随后《流浪地球》制片人龚格尔透过本人微博帐号转发一则相关帖文，并附文澄清里奇並無參與製作。随即里奇本人也在影片中澄清：“其實我沒有直接參與特效製作，我只是為流浪地球做特效的其中一家特效公司的CTO首席技術員”。但随後仍遭到網友的大量質疑，其中包含与《外國人在中國就業管理規定》中規定要求“无犯罪记录”相違背，質疑他工作的真實性。Base FX公司发表声明，指其于2018年9月離職，强调在職期間並没有從事特效制作，与里奇说法不同。

### 被指违反「劣迹令」规定
2014年10月，广电总局下发一份「劣迹令」，列明「网络视听节目服务机构暂停传播有吸毒、嫖娼等违法犯罪行为者作为主创人员参与制作的电影、电视剧、网络剧、微电影和各类节目，不得邀请有吸毒、嫖娼等违法犯罪行为者参与制作网络视听节目、网络剧、微电影」。因此，有网民得知里奇赴华之前干犯包括吸毒在内多项罪行，仍频繁见于中国大陆诸多社交网站、影片网站，又屡次获中国官媒点名赞扬及宣传，便质疑里奇涉嫌违反该篇「劣迹令」。不過至今與被持續封殺的人物不同，中國大陸各大門路仍可購買到他的作品，並將其戒毒後的工作經歷稱為「逆轉人生」。

### 斥李文亮「吹哨」言论危险
在2019冠狀病毒病疫情期间，里奇于2021年2月9日发布基調是為中國辯護的，名为《李文亮之死的真相》的短片。在片中，里奇对「吹哨人」之一李文亮在微信群的討論中提醒其他群成員讓家人親人防范冠状病毒的這一举動作出批評。里奇認為李文亮的行為“從個人角度来看，这似乎是一件好事；然而從調查的角度，這是一件極其危險的事”。里奇又指当时流行病学调查尚未完成，李文亮私自在微信群中提及「肯定会对调查和其他事情造成危险」。

### 入选「感动中国人物」
2020年7月4日，中国中央电视台宣布内森·里奇获选感动中国年度人物评选，颁奖词指其「把被埋没的真相传递给世界」。内森·里奇认为，香港的部分人由于教育等原因，没有真正看待中国。内森·里奇希望这些人了解中国，为香港和平贡献力量。

### 宣布退出
2022年3月25日，火锅大王宣布选择退出。一个月后重新开始更新视频，具体原因不明。